# Дубівська волость (Тираспольський повіт)
Дубівська волость — історична адміністративно-територіальна одиниця Тираспольського повіту Херсонської губернії.
Станом на 1886 рік складалася з 4 поселень, 4 сільських громад. Населення — 2224 особи (1121 осіб чоловічої статі та 1103 — жіночої), 455 дворових господарств. Площа — 74,12 км2.
|                     | Площа, десятин | У тому числі орної, десятин |
| ------------------- | -------------- | --------------------------- |
| Сільських громад    | 6486           | 4234                        |
| Приватної власності | 113            | 40                          |
| Казенної власності  | 69             | —                           |
| Іншої власності     | 116            | 57                          |
| Загалом             | 6784           | 4331                        |

Основні поселення волості:
- Дубове — село при річці Мокрий Ягорлик за 75 верст від повітового міста, 640 осіб, 139 дворів, православна церква, лавка. За 4 версти — камера мирового судді. За 8 верст — лавка.
- Гояни — село при річці Дністер, 652 осіб, 131 двір, православна церква.
- Дойбани — село при річці Мокрий Ягорлик, 540 осіб, 114 дворів, православна церква.